# Плёсовая
Плёсовая — река в России, протекает по Ханты-Мансийскому АО. Устье реки находится в 105 км по левому берегу реки Малый Мёгтыгъёган. Длина реки составляет 31 км.

## Данные водного реестра
По данным государственного водного реестра России относится к Верхнеобскому бассейновому округу, водохозяйственный участок реки — Вах, речной подбассейн реки — бассейн притоков (Верхней) Оби от Васюгана до Ваха. Речной бассейн реки — (Верхняя) Обь до впадения Иртыша.